# Atakule

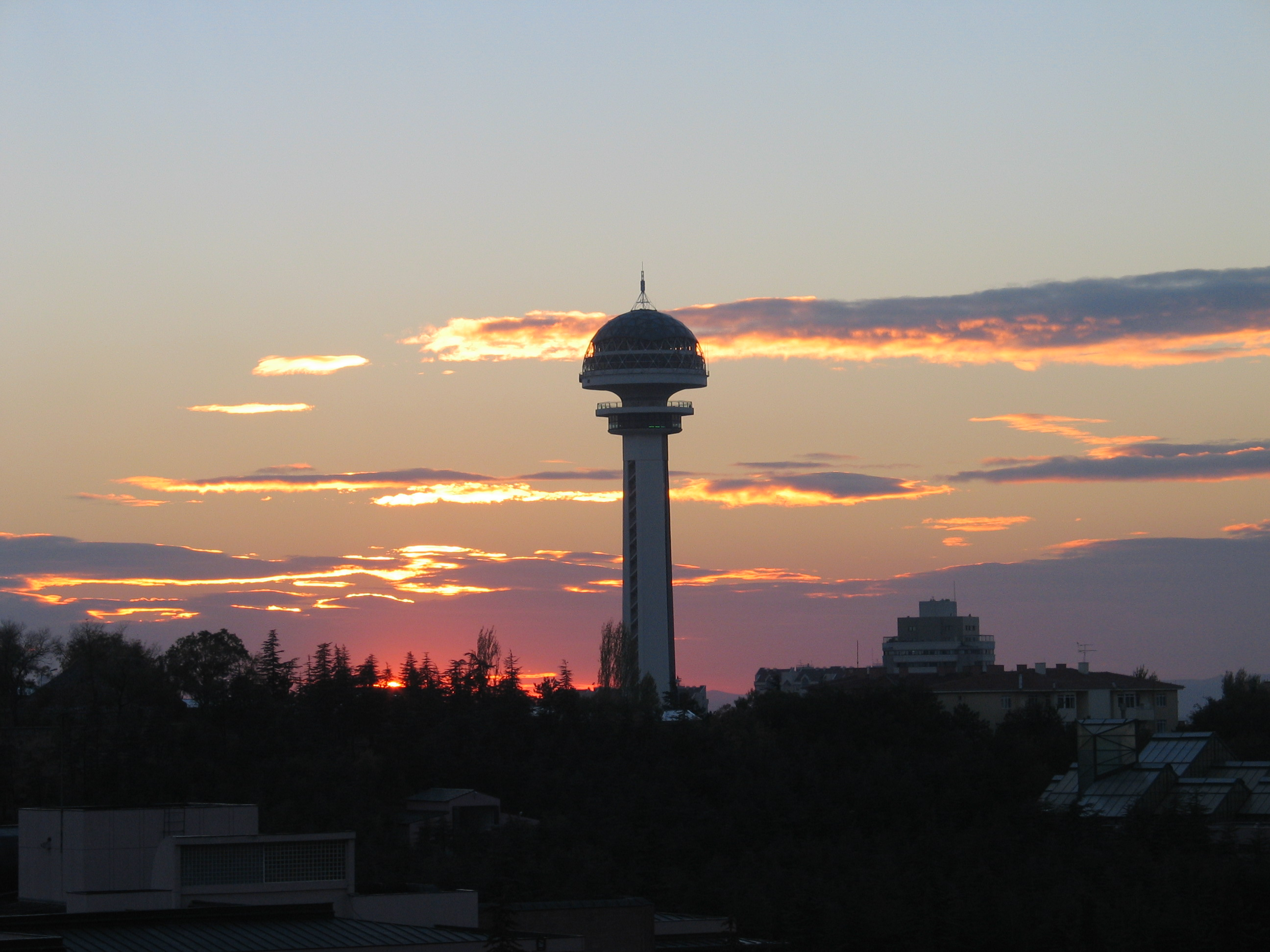
Atakule

Atakule je 125 metrů vysoká komunikační a vyhlídková věž, která se nachází v čtvrti Cankaya v centrální Ankaře v Turecku. Je jednou z hlavních dominant města Ankara.

## Další informace
Vzhledem k tomu, že čtvrť Çankaya je na kopci, může být věž spatřena během jasných dnů téměř odkudkoli z města. Návrh železobetonové konstrukce věže vzešel od architekta Ragıpa Buluça a stavební práce trvaly od roku 1987 do roku 1989. V horní části věže je otevřená terasa a obíhající restaurace s názvem Sevilla, která udělá plnou rotaci o 360 stupňů za 1 hodinu. Nad Sevillou je další restaurace, Dome, která se neotáčí a nachází se přímo pod kopulí. Pod terasou je kavárna s názvem UFO. Ve spodní část věže je nákupní centrum a několik vnitřních a venkovních restaurací. Věž byla otevřena dne 13. října 1989 prezidentem Özalem.
Turecké slovo ata znamená předek nebo otec a je často používáno jako přezdívka (Ata) pro Mustafu Kemala Atatürka, zakladatele a prvního prezidenta Turecké republiky; zatímco turecké slovo kule znamená věž.